# Alfonso Gabernet
Alfonso Gabernet Martí (ur. 27 września 1947 w Gijón) – hiszpański lekkoatleta, sprinter.
Specjalizował się w biegu na 400 metrów. Na europejskich igrzyskach halowych w 1967 w Pradze startował w sztafecie 4 × 2 okrążenia oraz w sztafecie szwedzkiej 1+2+3+4 okrążenia, lecz w obu konkurencjach sztafety hiszpańskie odpadły w eliminacjach.
Zdobył brązowy medal w sztafecie 1+2+3+4 okrążenia na europejskich igrzyskach halowych w 1968 w Madrycie (sztafeta biegła w składzie: José Luis Sánchez, Ramón Magariños, Gabernet i José María Morera).
Zajął 4. miejsce w biegu na 400 metrów na halowych mistrzostwach Europy w 1972 w Grenoble.
Był mistrzem Hiszpanii w biegu na 400 metrów w 1971 i 1972, a w hali mistrzem Hiszpanii na tym dystansie w 1972.
Ustanowił rekord Hiszpanii w sztafecie 4 × 400 metrów czasem 3:11,6 (10 lipca 1966 w Madrycie).